# Percy Bysshe Shelley
Percy Bysshe Shelley (angleška izgovorjava /ˈpɜːrsi ˈbɪʃ ˈʃɛli/), angleški pesnik, * 4. avgust 1792, Horsham, Sussex, Združeno kraljestvo, † 8. julij 1822, Lerici, Italija.
Percy Bysshe Shelley je bil eden najpomembnejših britanskih romantičnih pesnikov in velja za enega boljših lirikov angleškega jezika. Zaradi svoje radikalne poezije, kot tudi političnih in družbenih prepričanj, v času svojega življenja ni bil priznan. Prepoznaven je postal šele po smrti, korak za korakom do današnje slave. Shelley je bil eden izmed pomembnejših članov zaprtega kroga vizionarskih pesnikov, drugi čani so bili še Lord Byron, Leigh Hunt, Thomas Love Peacock in njegova druga žena Mary Shelley, ketere najbolj slavno delo je Frankenstein.
Najbolj je poznan po svojih klasičnih pesmih, kot so Ozymandis, Oda zahodnemu vetru (Ode to the West Wind) in Maska anarhije (The Masque of Anarchy). Njegova druga, bolj relevantna dela, so še dolge, vizionarske pesmi, kot je na primer Queen Mab, ki je bila kasneje predelana v The Daemon of the World, Adonaïs ter poetični drami The Cenci in Prometheus Unbound.
Med njegove največje oboževalce so spadali bolj progresivni misleci tistega časa, na primer njegov bodoči tast, filozof William Godwin. Čeprav je redno pisal nova dela, teh niso objavljali v revijah in časopisih, saj so se uredniki bali, da bi bili tudi sami kaznovani za svetoskrunstvo. V času svojega življenja ni doživel slave, se pa še zdaj vidi njegov vpliv, ne le v književnosti, temveč tudi v družbeni in politični miselnosti.
Shelley je postal idol naslednjim generacijam pesnikov, kot sta Robert Browning in Dante Gabriel Rosetti. Njegova dela so med drugimi zelo cenili tudi Oscar Wilde, Thomas Hardy, W. B. Yeats in Karl Marx.

## Življenje

### Izobrazba
Shelley je bil najstarejši sin Sira Timothyja Shelleyja, člana parlamenta, in posestnice Elizabeth Pilford. Imel je štiri mlajše sestre in enega mlajšega brata. Začetno izobrazbo je pridobil doma, kjer ga je inštruiral Evan Edwards.
Leta 1802 se je pridružil šoli Syon House Academy v Brentfordu, leta 1804 pa je začel obiskovati Eaton College, kjer pa se mu ni godilo dobro. Vsak dan je bil tarča nasilja, ker ni želel biti lakaj starejšim dečkom na šoli. Rad je imel naravoslovje in je kmalu postal znan po tem, da je naelektril kljuko na vratih svoje sobe ter čakal na nič hudega sluteče obiskovalce. Kot eno izmed zadnjih vragolij na šoli pa je s smodnikom razstrelil drevo na šolskem posestvu.
10. aprila 1810 je začel obiskovati University College v Oxfordu, kjer pa naj bi se na predavanjih pokazal samo enkrat. Namesto pouka je bral, tudi po 16 ur na dan. Prva publikacija je bila gotski roman Zastrozzi (1810), v katerem je izrazil svoje ateistične poglede preko antagonista Zastrozzija. V istem letu je s sestro Elizabeth izdal Original Poetry by Victor and Cazire.
Drugi gotski roman, St. Irvyne; or, The Rosicrucian, je izdal leta 1811. Istega leta izdana brošura The Necessity of Atheism (Nujnost ateizma) pa je poskrbela, da je bil Shelley po tem, ko se ni želel distancirati od avtorstva, 25. marca 1811 izključen.

### Nenasilje
Shelleyjevo protestno nenasilje je navdihnilo državno nepokorščino Henryja Davida Thoreauja in pasivni odpor Mahatme Ghandija. Ghandi je tudi velikokrat citiral Shelleyjevo Masko anarhije.